# Pierre Dietz

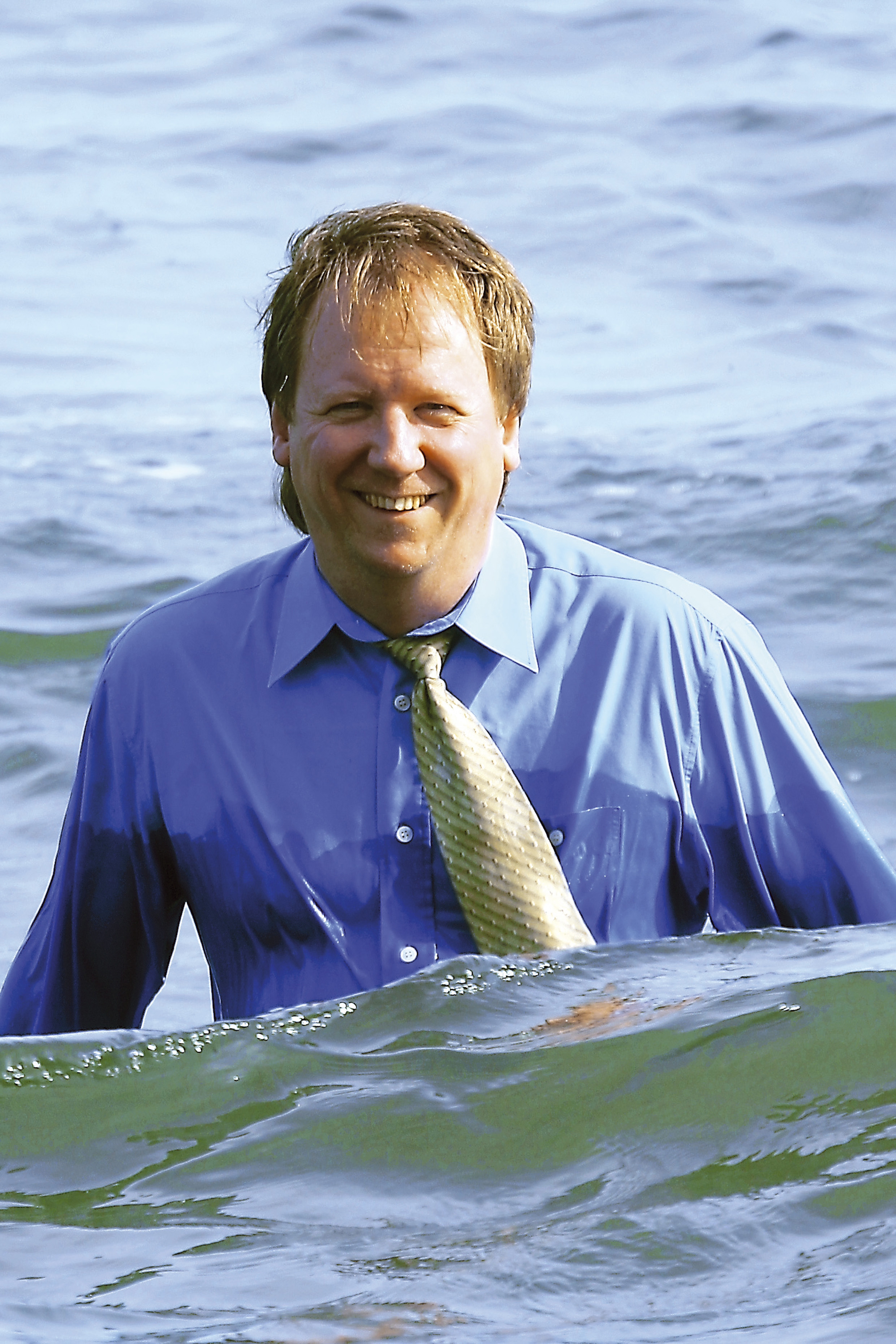
Pierre Dietz

Pierre Dietz (* 31. Dezember 1963 in Rüsselsheim) ist ein deutscher Schriftsteller und Animationsdesigner. Unter dem Label Contrabasta hat er einige Kurzfilme realisiert, die auf internationalen Filmfesten vorgeführt wurden.

## Leben
Pierre Dietz begann seine Laufbahn 1984 im Bundeswehrdienst als Stabszeichner in Homberg/Efze. Im Jahr 1987 wurde er Mitinhaber der Druckerei Dietz & Dorn in Raunheim. 1993 wechselte er als Grafikdesigner zu Abels & Partner nach Frankfurt am Main. Kurz darauf wurde er Art Direktor bei D+K Repschläger in Wiesbaden (Opel Post, Neuwagenpräsentationen). 1998 wurde er Multimedia-Designer bei IVM in Rüsselsheim. Ende 1999 gründete er als Mitinhaber die Werbeagentur pdjp in Nauheim. Ab 2001 arbeitete er als Fotograf und Reporter für verschiedene Tageszeitungen. Von 2003 bis 2006 war er Geschäftsführer beim Gewerbeverein Rüsselsheim. Seit 2006 ist er freier Animationsdesigner bei der ARD bzw. dem Hessischen Rundfunk (Börsensendungen, Wetter, Hessenschau, Maintower). Er lebt in Nauheim bei Groß-Gerau.
Seit 2021 ist Pierre Dietz Mitglied der Jury (Lyrik- und Prosapreis) der Gruppe 48.

## Erbe der Deportation
Pierre Dietz erbte die Briefe seines Urgroßvaters, der aus 1943 Maromme über Compiègne nach Buchenwald, Lublin und schließlich nach Auschwitz deportiert wurde. Die meisten seiner Bücher und sein Dokumentarfilm handeln von diesem Thema. Dadurch hatte er freundschaftliche Beziehungen zu den mittlerweile verstorbenen ehemaligen Widerstandskämpfern und ehemaligen KZ-Häftlingen Paul Le Goupil (* 1922), René Besse und Floréal Barrier, mit deren Hilfe er diese Projekte realisieren konnte. Sein Buch Briefe aus der Deportation ist 2015 auf Französisch erschienen. Die Briefe befinden sich im Archiv der Gedenkstätte Buchenwald.

## Bücher

### Deutschland
- »King« Artus und das Geheimnis von Avalon. Roman, Edition AV, Bodenburg 2020, ISBN 978-3-86841-235-2.
- Resistance und Todesmarsch. Übersetzung und Ergänzungen, Paul Le Goupil, Edition AV, Bodenburg 2015, ISBN 978-3-86841-137-9.[3]
- Das Geisterfestungsfest. Jugendroman, Edition AV, Bodenburg 2013, ISBN 978-3-86841-077-8.[4]
- Briefe aus der Deportation. Edition AV, Bodenburg 2010, ISBN 978-3-86841-042-6.[5]

### Frankreich
- Résistance et marche de la mort. Co-Autor, Éditions Charles Corlet, 2017, ISBN 978-2-84706-667-8. Wissenschaftliche Erwähnung von der Academie des Sciences, Belles-Lettres et Arts Rouen am 16. Dezember 2017.
- Lettres d’un ouvrier déporté. Éditions Charles Corlet, 2015, ISBN 978-2-84706-585-5.[6][7][8][9]

## Filme
- Briefe aus der Deportation. Filmsortiment.de, Dokumentarfilm, (2012, lief im Festival „humanity explored“).[10][11][12][13]

## Kurzfilme
Pierre Dietz produzierte Kurzfilme für die Adam Opel AG, Lufthansa, Merck, Accompany und Repa Filmproduktion GmbH.
Eigene Produktionen:
- Snowball. (2004, 3D-Animation, wurde bei Filmnach8 in München, den Nordischen Filmtagen in Lübeck[14], Film- und Videowettbewerb Filmhaus Bielefeld, Videodrome in Bolzano (Italien), 4th Hull International Short Film Festival (England) und bei „ohnekohle“ in Mainz aufgeführt.)
- Als die Bilder laufen lernten. (2002, 3D-Animation, war auf den 19. Video/Film Tage Thüringen und Rheinland-Pfalz, dem 2. Medienfestival in Villingen-Schwenningen, dem Prix Ars Electronica in Linz (Österreich), dem artifex im Teatro Sá da Bandeira (Portugal) zu sehen. In abgewandelter Form wurde er für Sehen statt Hören, einer Sendung für Gehörlose und Schwerhörige, des BR verwendet.)
- Wecke den schlafenden Weihnachtsmann. (2002, wurde auf dem 11. Internationalen Trickfilmfestival in Stuttgart gezeigt.)
- Sonnenschutzfaktor. (2005, wurde auf dem Filmfestival »Minimotion« gezeigt.)[15]

## Kunst

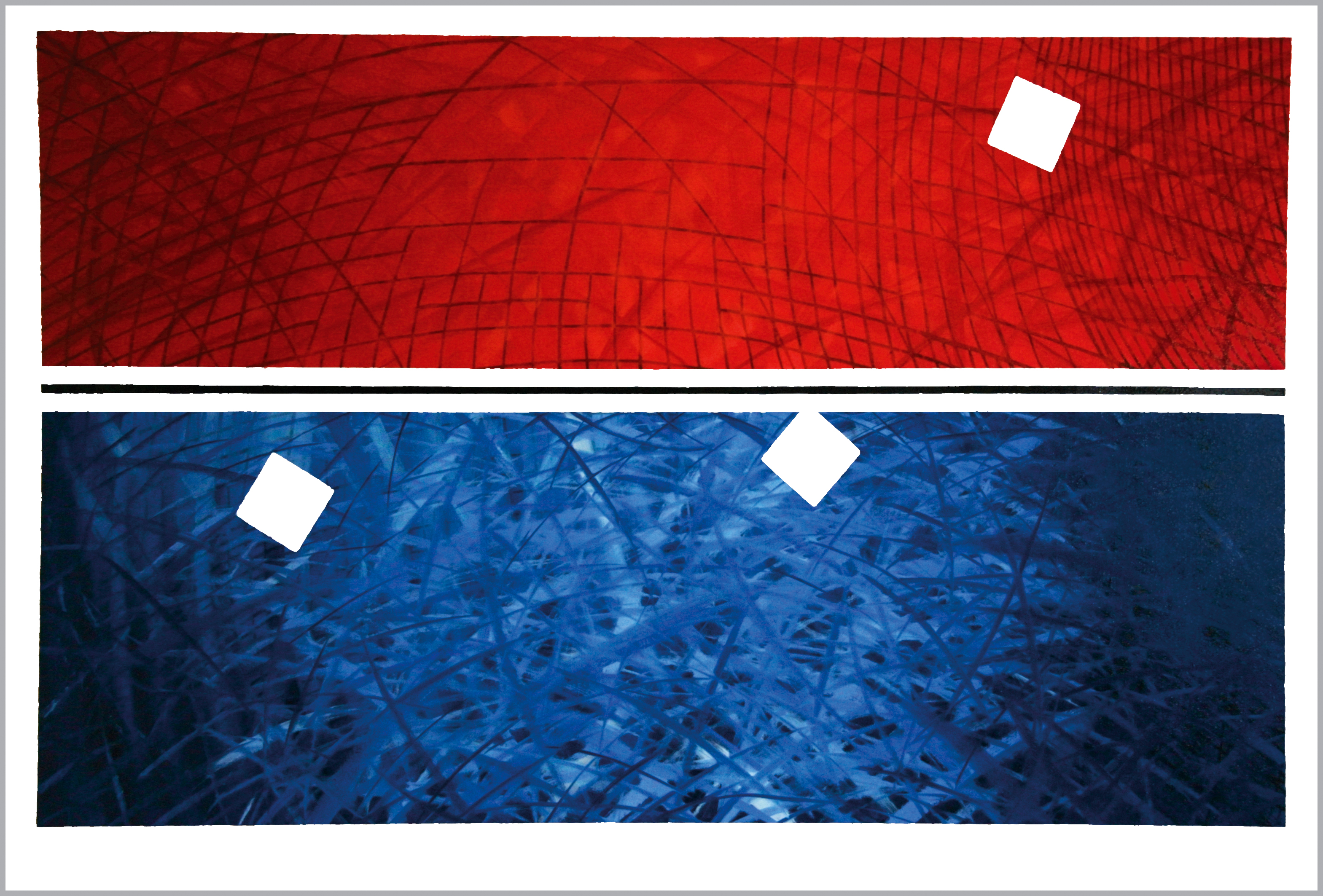
Pierre Dietz, „Luftschlösser“ #49

- 2005 entwarf er das Künstleretikett für den Rüsselsheimer Riesling 2004 der Winzerfreunde Rüsselsheim.[16]

- Seit 2012 malt Pierre Dietz die Reihe „Luftschlösser“, Öl auf Leinwand mit Aluminiumkante. Seine Werke zeigte er etwa in Rathausausstellungen in Nauheim, Groß-Gerau[17], Frankfurt-Höchst[18], Eschborn, Versmold[19], Mainz, Köln[20] und in Linden (Hessen).[21]

- Pierre Dietz ist seit 2021 bei Artprice als Künstler gelistet.[22]